# Frits Zernike
Frederik Zernike (n. 16 iulie 1888, Amsterdam — d. 10 martie 1966, Amersfoort) a fost un fizician neerlandez, laureat al Premiului Nobel pentru Fizică în 1953 pentru inventarea microscopului cu contrast de fază, instrument care permite studiul structurii celulelor vii fără necesitatea de a le omorî.

## Copilărie și studii
Frits Zernike s-a născut pe 16 iulie 1888 la Amsterdam fiind al doilea fiu dintr-o familie cu 6 copii. Părinții săi, Carl Frederick August Zernike și Antje Dieperink au fost profesori de matematică, Frederik având aceeași pasiune pentru fizică pe care a avut-o și tatăl său.
În copilărie, el deja avea oale, cazane, tuburi, pe care le cumpăra cu banii de buzunar sau le primea ca daruri de la fabrici de manufactură. În școala generală a pus accent mai mult pe fizică și a neglijat alte materii cum ar fi istoria, limba greaca sau latina, la care, mai târziu, a fost obligat să dea un examen pentru a intra la universitate. A studiat chimia, matematica și fizica la Universitatea din Amsterdam.
Interesul său pentru matematică s-a dezvoltat când a obținut medalia de aur la Universitatea din Groningen în 1908.

## Activitatea științifică
În timpul acestor ani de școală a avut destul timp pentru a-și dezvolta și realiza experimente, de exemplu teoriile despre fotografiile color. Problemele financiare l-au obligat să sintetizeze eterul de care avea nevoie pentru experimentele cu fotografii. Alte rezultate ale muncii sale sunt aparatul de fotografiat și un mini observator astronomic cu un ceas de la un casetofon vechi care îl ajuta să facă fotografii cometelor. Împreuna cu părinții lui a rezolvat dificile probleme de matematică.
Un studiu mai profund în opalescență i-a fost de asemenea premiat în 1912 de Societatea olandeză de știință din Haarlem, în juriu aflându-se savanți de elită cum ar fi: Lorentz, Van-der-Waals și Haga. I s-a oferit posibilitatea de a alege între o medalie de aur și o anumită suma de bani, iar el a decis ca munca sa să-i fie răsplătită în bani fiindcă deja deținea o medalie de aur obținută pentru studiul său în matematică.
În 1913, Jacobus Cornelius Kapteyn, faimosul profesor de astronomie de la Universitatea Groningen i-a propus o colaborare în calitate de asistent. În 1915 a obținut un post de titular nu la catedra de chimie sau astronomie ci la catedra de matematică–fizică. În documentele sale de statistică se găsește o lucrare cu J.A. Prins care prezintă funcția g pentru legăturile a doua molecule din lichid (1940).
Marea sa descoperire, fenomenul de faze contraste pe care l-a descoperit în anul 1930 în laboratorul său de optică, nu s-a bucurat imediat de atenția comunității științifice. Faimoasele fabrici Zeiss de la Jena au subevaluat valorile fazelor contraste ale microscopului său pâna când Wehrmachtul a luat în considerare invențiile lui Zernike care ar putea servi războiului din 1941.
Realizările lui Zernike au fost recunoscute de Societatea Royal Microscopical; a fost de asemenea premiat de Societatea Regală din Londra cu medalia Rumford și și-a luat doctoratul în medicină la Universitatea din Amsterdam.

## Viața de familie
Zernike a fost căsătorit de doua ori. Bommel van Vloten, a murit în 1944 lăsându-i un copil. În 1954 s-a căsătorit L.Koperberg-Baanders. După retragerea sa de la Universitatea Groningen s-a mutat la Naarden, un oraș lângă Amsterdam.

## Legături externe
- en  Biografie Nobel

1. 1 2  Biografisch Woordenboek van Nederland (BWN) 1880-2000, accesat în 15 noiembrie 2021
2. ↑  IdRef, accesat în 4 martie 2020
3. 1 2  Czech National Authority Database, accesat în 22 februarie 2024